# Arthur Schulz (Bildhauer)
Werner Bruno Arthur Schulz (* 16. August 1873 in Berlin; † 1943) war ein deutscher Bildhauer.

## Leben
Arthur Schulz studierte einige Semester Architektur an der Technischen Hochschule Charlottenburg und wechselte dann ins Bildhauerfach. 1893/97 studierte er an der Berliner Akademie für Bildende Künste bei Gerhard Janensch. Nach seiner künstlerischen Ausbildung blieb er in Berlin ansässig.
Neben Denkmälern, Büsten und Kleinplastiken gehörte auch Bauplastik, hier insbesondere Reliefs, zu seinem Schaffen. Über seinen Lebensweg nach dem Ersten Weltkrieg ist nichts überliefert.
Im Jahr 1900 gab Schulz in Berlin das dreibändige Mappenwerk Deutsche Sculpturen der Neuzeit heraus.

## Werke (Auswahl)

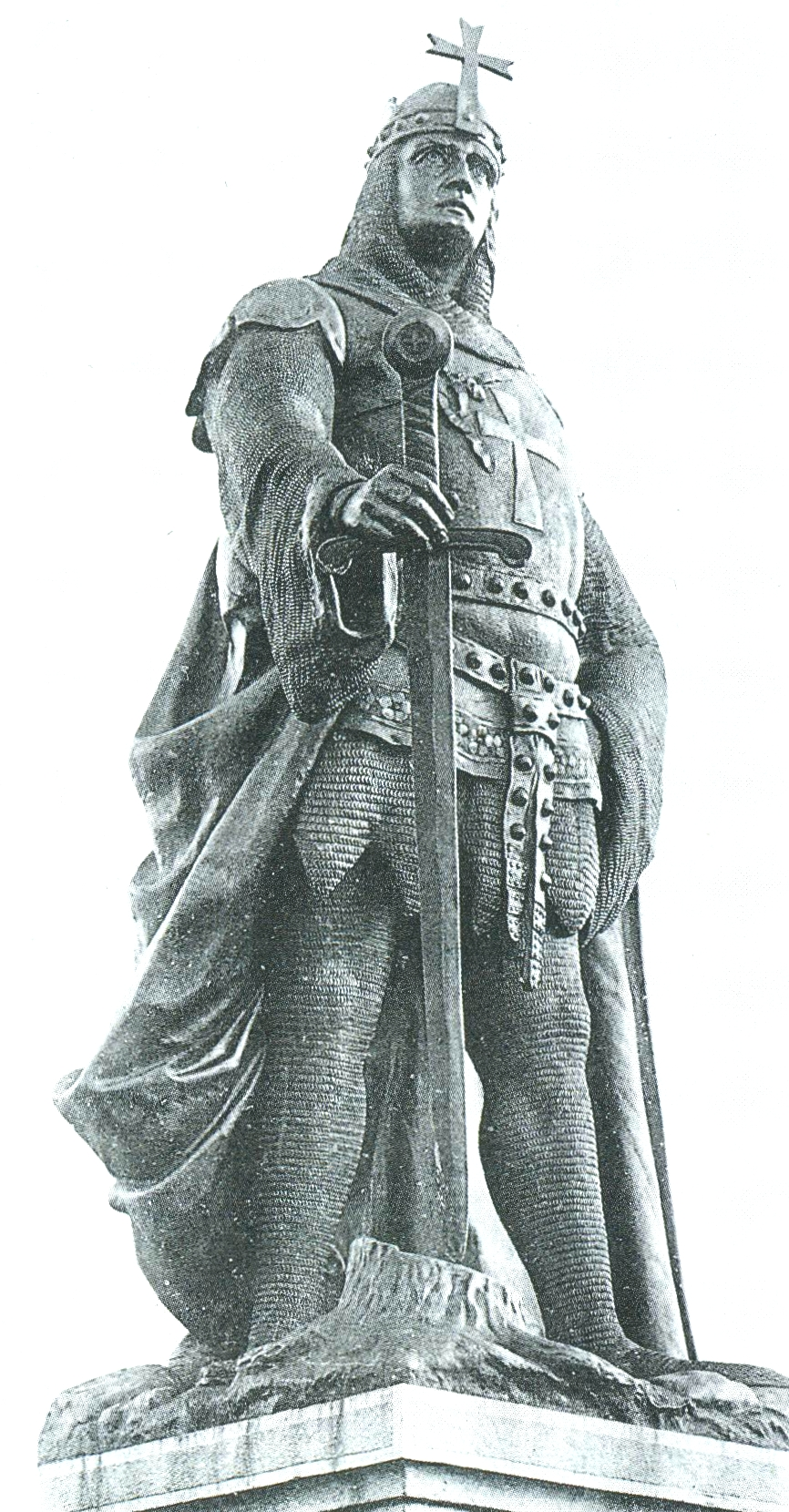
Albrecht der Bär in Ballenstedt

| Motiv                                                                             | Standort             | Art                   | Datierung        | Weitere Informationen                                                                     |
| --------------------------------------------------------------------------------- | -------------------- | --------------------- | ---------------- | ----------------------------------------------------------------------------------------- |
| Madonna                                                                           |                      | Statuette             |                  | modelliert in antikem Stil                                                                |
| Haide                                                                             |                      | Statuette             |                  |                                                                                           |
| Entwurf einer Brunnengruppe mit Relief Herzog Leopold Friedrich von Anhalt-Dessau |                      | Entwurf Gips          |                  |                                                                                           |
| Albrecht der Bär                                                                  | Ballenstedt          | Denkmal Bronze        | 1899             |                                                                                           |
| Kriegerdenkmal 1870/71                                                            | Ballenstedt          | Denkmal               | 1900             |                                                                                           |
| Leopold Friedrich von Anhalt-Dessau                                               | Ballenstedt          | Denkmal Bronze        | 1907             |                                                                                           |
| Rathausbrunnen                                                                    | Quedlinburg          | Bronze                | 1901             |                                                                                           |
| Kaiser Friedrich                                                                  | Buchheide b. Stettin | Denkmal Bronze        | 1902             |                                                                                           |
| Herzogin Friederike                                                               | Kopenhagen, Schloss  | Denkmal Bronze        | 1902             |                                                                                           |
| Johann Mathesius                                                                  | Rochlitz             | Denkmal Bronze        | 1904             |                                                                                           |
| Herzogin Friederike von Anhalt-Bernburg                                           | Ballenstedt          | Denkmal Bronze        | 1905             |                                                                                           |
| Johann Gottfried von Herder                                                       | Bückeburg            | Denkmal Bronze        | 1908             |                                                                                           |
| Schlachtendenkmal 1870                                                            | Vionville            | Soldatengruppe Bronze | 27. Oktober 1912 | Kriegsdenkmal 1870 des Infanterie-Regiments von Alvensleben (6. Brandenburgisches) Nr. 52 |
| Julius Wolff                                                                      | Treseburg            | Denkmal Bronze        | 1914             |                                                                                           |

## Auszeichnungen
- Er wurde am 5. Juli 1907 von König Frederik VIII. von Dänemark mit der dänischen Verdienstmedaille Ingenio et arti ausgezeichnet.[2]